# محمد بن ظاعن الهاملي
محمد ظاعن الهاملي (31 ديسمبر 1952-) سياسي إماراتي شغل  منصب وزير الطاقة بعد التعديل الثاني في حكومة الشيخ مكتوم بن راشد آل مكتوم عام 2004، وشغل نفس المنصب أيضا في حكومة الشيخ محمد بن راشد الأولى التي شكلها عام 2006 واستمر في منصبه إلى أن خرج من الفريق الحكومي في التعديل الوزاري الذي أجري سنة 2011.

## حياته
حاصل على شهادات عليا من جامعة هارفارد عام 1998 في إدارة الأعمال. شغل منصب مدير التسويق والمصافي بشركة بترول أبوظبي الوطنية قبل تعيينه في منصبه الوزراي، كما شغل عدة مناصب في شركة بترول أبوظبي الوطنية منذ العام 1998 من بينها مدير المالية ثم التسويق ثم شؤون الموظفين كما شغل خلال عامي 1997-1998 منصب مدير عام شركة أبوظبي الوطنية للتوزيع.
وفي الفترة 1980-1989 شغل عدة مناصب رئيسية في شركتي أدما (أدنوك البحرية) وادكو (أدنوك البرية) كان أخرها شغله منصب مساعد المدير العام للشؤون الإدارية وقبلها مدير عام الخدمات العامة ومدير عام البحوث الإدارية ومدير الرقابة الإدارية.
وفي الفترة من 1994-2002 شغل منصب محافظ في منظمة الدول المصدرة للنفط (أوبك) ممثلا لدولة الإمارات، وشغل منصب رئيس مجلس إدارة الشركة الوطنية لشحن الغاز، و رئيس مجلس إدارة الشركة الوطنية للناقلات، وكان عضو في مجلس إدارة شركة  تكرير وشركة الاستثمارات والمعاشات والتقاعد والمؤسسة العليا للمناطق الاقتصادية المتخصصة بالإضافة إلى عضوية المجلس الأعلى للبترول.